# VIVA World Cup 2009 (składy)

## Padania
| nr.               | Nazwisko i Imię         | Data ur. dd/mm/rrrr |                   |
| Bramkarze:        | Bramkarze:              | Bramkarze:          | Bramkarze:        |
| ----------------- | ----------------------- | ------------------- | ----------------- |
|                   | Lorenzo Colombo         | 26/04/1987          |                   |
|                   | Marco Murriero          | 20/01/1983          | Martina           |
|                   | Bottani                 |                     |                   |
| Zawodnicy z pola: |                         |                     |                   |
|                   | Lorenzo Cresta          | 19/03/1980          | Pro Patria        |
|                   | Damiano Micheli         | 11/04/1987          |                   |
|                   | Silvio Toniolo          | 10/02/1974          |                   |
|                   | E. Pedersoli            |                     |                   |
|                   | Giordan Ligarotti       | 13/02/1983          | USO Calcio        |
|                   | Giuliano Gentilini      | 04/09/1970          | Fanfulla 1874     |
|                   | E. Ferrari              |                     |                   |
|                   | Paolo Zirafa            | 10/03/1974          | Pontisola         |
|                   | Giacomo Ferrari         | 06/12/1967          | zakończył karierę |
|                   | Andrea Casse            |                     |                   |
|                   | Massimiliano Bernardini |                     | Lavagnese         |
|                   | Stefano Tignonsini      | 25/11/1981          | Arzachena         |
|                   | Daniele Galimberti      |                     |                   |
|                   | Trapani                 |                     |                   |
|                   | L. Mosti                |                     |                   |
|                   | Giampiero Piovani       | 12/06/1968          | Nuova Verolese    |
|                   | Ravetto                 |                     |                   |
|                   | Battaglino              |                     |                   |
|                   | Andrea D'Alessandro     | 22/08/1985          |                   |
|                   | Maurizio Ganz           | 13/10/1968          | zakończył karierę |

## Laponia
TrenerIsak Ole Hætta
| nr.               | Nazwisko i Imię     | Data ur. dd/mm/rrrr | Klub                |
| Bramkarze:        | Bramkarze:          | Bramkarze:          | Bramkarze:          |
| ----------------- | ------------------- | ------------------- | ------------------- |
|                   | Kjetil Thomassen    | 11/11/1989          | Tverrelvdalen (NOR) |
|                   | Kristian Bergtald   |                     | Nordpoolen (NOR)    |
| Zawodnicy z pola: |                     |                     |                     |
|                   | Mikal Eira          | 06/07/1985          | Kautokeino IL (NOR) |
|                   | Tony Johansen       |                     | IF Skarp (NOR)      |
|                   | Matti Eira          | 31/10/1986          | Bossekop UIL (NOR)  |
|                   | Eivind Blix         |                     | Kirkenes IF (NOR)   |
|                   | Daniel Reginiussen  |                     | Alta IF (NOR)       |
|                   | Nils Mikael Bueng   |                     | Porsanger (NOR)     |
|                   | Per Anders Pokka    |                     | Kiruna FF (SWE)     |
|                   | Ole Mathis Hætta    |                     | Sørøy/Glimt (NOR)   |
|                   | Jon Andreas Eira    | 24/12/1987          | Bossekop UIL (NOR)  |
|                   | Espen Bruer         |                     | Kirkenes IF (NOR)   |
|                   | Kenneth Berg        |                     | Kirkenes IF (NOR)   |
|                   | Svein Ove Thomassen |                     | Tverrelvdalen (NOR) |
|                   | Jens Andersson      |                     | Lulea (SWE)         |
|                   | Iesper Igualikinja  |                     | Rasunda IF (SWE)    |

## Oksytania
TrenerDeidièr Amièl
| nr. | Nazwisko i Imię     | Data ur. dd/mm/rrrr | Klub            |
| --- | ------------------- | ------------------- | --------------- |
|     | Aymeric Amiel       |                     | Canet           |
|     | Marc Ballue         |                     | Béziers         |
|     | Nicolas Cayetano    |                     | Béziers         |
|     | Julian Cantier      |                     | Canet           |
|     | Remi Duchene        |                     | Lattes          |
|     | Johann Genieys      |                     |                 |
|     | Cédric Long         |                     | Aix-en-Provence |
|     | Anthony Meunier     |                     | Canet           |
|     | Boris Naumcevski    |                     | Agde            |
|     | Fred Nadau          |                     | Lescar          |
|     | Jordan Amiel        |                     | Canet           |
|     | Alexis Beaude       |                     | Portiragnes     |
|     | Sandy Cayetano      |                     | Béziers         |
|     | Nicolas Desachy     |                     | Montfort        |
|     | Kevin Foussereau    |                     | Le Pontet       |
|     | Jimmy Leban         |                     | Canet           |
|     | Boris Massare       |                     | Agde            |
|     | Christophe Mouysset |                     | Agde            |
|     | Sébastien Picard    |                     | Argeles         |
|     | Remi Veziat         |                     | Béziers         |

## Iracki Kurdystan
TrenerEmad Qadir
| nr.               | Nazwisko i Imię    | Data ur. dd/mm/rrrr | Klub         |
| Bramkarze:        | Bramkarze:         | Bramkarze:          | Bramkarze:   |
| ----------------- | ------------------ | ------------------- | ------------ |
|                   | Ghafur Othman      | 01/07/1982          | Brusk        |
|                   | Sabah Hasib        |                     | Serwani Nwe  |
|                   | Abdulhaq Ismael    |                     | Serwani Nwe  |
| Zawodnicy z pola: |                    |                     |              |
|                   | Ahmed Shukur       |                     | Arbil FC     |
|                   | Herdi Siamand      |                     | Brusk        |
|                   | Karzan Abdullah    |                     | Brusk        |
|                   | Mohammed Hamaxan   |                     | Brusk        |
|                   | Ali Aziz           | 01/07/1985          | Ararat       |
|                   | Ahmed Mohamed      | 11/03/1982          | Ararat       |
|                   | Mustafa Kamil      |                     | Sulimaniya   |
|                   | Burhan Abdul-Karim | 23/01/1980          | Sulimaniya   |
|                   | Persiar Abdulrida  |                     | Serwani Nwe  |
|                   | Serdar Ali         |                     | Ararat       |
|                   | Karsaz Mohamed     |                     | Serwani Nwe  |
|                   | Amanj Omer         |                     | Peshmerga S. |
|                   | Ferhad Sediq       |                     | Peris        |
|                   | Walid Yasin        |                     | Hendrin      |
|                   | Azad Ahmed         |                     | Duhok        |
|                   | Ibrahim Abbas      |                     | Sawra        |
|                   | Guman Omer         |                     | Sawra        |
|                   | Hawash Qadir       |                     | Kirkuk       |
|                   | Ramzi Salih        |                     | Kirkuk       |

## Prowansja
| bramkarz           |
| ------------------ |
| G. Ostacchini      |
| zawodnicy z pola   |
| O. Naffati         |
| Michaël Lopez      |
| Y. Blais           |
| Benjamin Bennattar |
| Stephan Giordano   |
| Joher Fiala        |
| R. Manella         |
| Jean-Jacques Matel |
| F. Balegh          |
| D. Zeroual         |
| V. Fabri           |
| Eddy Hemmami       |
| Ennys Hammoud      |
| Maxime Menza       |
| D. Mezli           |
| Cyril Albergui     |

Kluby w których grali zawodnicy – nieznane

## Gozo
TrenerzyAnthony Grech i Teddy Bajada
| nr.               | Nazwisko i Imię  | Data ur. dd/mm/rrrr | Klub               |
| Bramkarze:        | Bramkarze:       | Bramkarze:          | Bramkarze:         |
| ----------------- | ---------------- | ------------------- | ------------------ |
|                   | Mark Grima       |                     | Victoria Hotspurs  |
|                   | Paul Galea       |                     | Sannat Lions       |
| zawodnicy z pola: |                  |                     |                    |
|                   | Mark Formosa     |                     | Sannat Lions       |
|                   | Mario Azzopardi  |                     | Zebbug Rovers      |
|                   | Elton Vella      |                     | Sannat Lions       |
|                   | Milos Stojanovic |                     | Kercem Ajax        |
|                   | Christian Bugeja |                     | Xewkija Tigers     |
|                   | Joseph Cefai     |                     | Xewkija Tigers     |
|                   | Daniel Farrugia  |                     | Victoria Hotspurs  |
|                   | Alex Tramboo     |                     | Zebbug Rovers      |
|                   | Josmar Vella     |                     | Xewkija Tigers     |
|                   | Brian Meilak     |                     | Ghajnsielem        |
|                   | Mark Camilleri   |                     | Xewkija Tigers     |
|                   | John Camilleri   |                     | Xaghra United      |
|                   | Rodney Buttigieg |                     | Xewkija Tigers     |
|                   | Mark Buttigieg   |                     | Victoria Wanderers |
|                   | Mark Muscat      |                     | Sannat Lions       |
|                   | Benneth Njoku    |                     | Sannat Lions       |